# Tillsammans
Tillsammans (conocida en español como Juntos (en España) y como Todos juntos (en Argentina) y en inglés como Together) es una coproducción sueco-danesa-italiana del año 2000 rodada en sueco escrita y dirigida por Lukas Moodysson.

## Argumento
Estocolmo en los años 70, la madre y ama de casa Elisabeth deja a su marido Mann Rolf, después de que la pegara bajo los efectos del alcohol. Elisabeth se muda con sus hijos Eva y Stefen a casa de su hermano Göran. Este vive con su novia Lena en una Comuna, una idílica casa de madera en un barrio de la periferia de Estocolmo, allí se encuentran con personas de diferente mentalidad.
Göran es el cocinero oficial de la comuna, muy bondadoso y altruista al hacerse escuchar. Tiene una relación abierta con su amiga Lena, ella se entiende mejor con Erik un revolucionario de izquierdas, además le llena de elogios por sus orgasmos. Anna y Lasse, por el contrario, acaban de separarse, sin embargo viven junto a su hijo Tet en la comuna. Entretanto Anna se considera lesbiana y Lasse intenta escapar de las insinuaciones de Klas, el homosexual de la comuna. Completaríamos a los habitantes de la casa con Ökos Signe y Sigvard y su hijo Mane.
A esta disfuncional comuna se muda Elisabeth, donde confunde a todos con su abierto carácter. Su hijo Stefan consigue nuevos privilegios para los jóvenes Tet y Mane. La extrema tranquilidad de Eva de 13 años hace que la actividad de la comuna la desborde, se hace amiga del Fredrik su tímido y joven vecino de 14 años, quienes tienen una relación muy estrecha. Entremedias Rolf intenta recuperar el afecto de Elisabeth y de sus hijos.
De nuevo se ha introducido la carne en el menú semanal, también se hicieron con un televisor de segunda mano, por lo que Signe y Sigvard se mudan al colectivo Madre Tierra. Erik cree que sus compañeros son completamente apolíticos y que Lena solo está interesada en él por su cuerpo. La vida del resto de los habitantes mejora notablemente, Anna y Lasse se reconcilian definitivamente, a pesar de que Elisabeth no deja de interesarse por ella. Mientras tanto Klas le hace una felación a Lasse. 
Finalmente Rolf consigue cambiar, a pesar de ello recibe una negativa de Elisabeth. Le abre los ojos a Göran y éste le dice que puede marcharse. Durante la Nochebuena Elisabeth se ablanda con Rolf y todos disfrutan de la mañana de Navidad jugando al futbol en la nieve.

## Recepción
Como su anterior película,  Juntos! tuvo muy buenas críticas. Así se sorprendía Roger Ebert en Chicago Times del humor satírico retratando los años 70, un mensaje para todo el mundo tan excéntrico que gusta porque lo lleva a la normalidad. También Peter Trevers escribió en Rolling Stone que es una película alegre y humana que muestra el talento de la puesta en escena de Lukas Mooddysson. En Rotten Tomatoes la película tuvo una evaluación positiva del 90%.

## Otras películas del director
La película tiene muchos paralelismos con la anterior Raus aus Amal. Se realiza en la Suecia del presente, finales de los años 90, también se retrata la convivencia entre personas diferentes, en este caso principalmente de adolescentes con mucho humor y comprensión. El tema de la homosexualidad ha sido abordado en las dos películas, estando en primer plano en Raus aus Amal. Así como los personajes Anna y Lasse en Juntos! descubren que no siempre solo es la voluntad sobre de que sexo te sientes verdaderamente y encontrarte sintiéndote a ti mismo. Otro de los puntos en común de las dos películas es la mezcla social y vivencial sin un orden establecido. Así sucede en Juntos!! con los habitantes de una comuna con sus diferente visiones que chocan con la vida de los vecinos y del proletario Rolf. En Raus aus Amal vemos familias y motivos muy diferentes en las que crecen Agnes y Elin.
En la siguiente película Lilja 4-ever Moodyssons nos presenta una ruptura con sus dos primeras películas. Aun así es una visión de la realidad, a través de la puesta en escena del destino de Lilya, que tras muchos golpes en la Unión Soviética, aterriza en Suecia como prostituta, esta película es algo negativa y sedienta, problemática, no se puede comparar con las películas anteriores.
El rescatado solitario (protagonizado por Sten Ljuggren) es el centro de 1997 cuando se estrena el cortometraje de Moodyssons Bara prata lite.